# Hermann Kessler (Politiker, 1893)
Hermann Kessler (* 26. Februar 1893 in Oberachern; † 12. Mai 1968 in Karlsruhe) war ein deutscher Jurist und Politiker (FDP).

## Leben
Kessler absolvierte ein Jurastudium an der Albert-Ludwigs-Universität Freiburg, das er nach Erstem und Zweitem Staatsexamen mit einer Promotion zum Thema „Das badische Gesetz betreffend den Verkehr mit Grundstücken vom 15. April 1919“ im Jahre 1923 abschloss. Er arbeitete als Rechtsanwalt und Notar in Karlsruhe. 1958 wurde ihm das Großkreuz des Bundesverdienstkreuzes verliehen.

## Politik
Kessler war 1946 Mitglied der Verfassunggebenden Landesversammlung von Württemberg-Baden und vertrat den Wahlkreis Karlsruhe von 1946 bis 1950 im ersten württembergischen Landtag. Von 1954 bis 1957 fungierte er als Beisitzer im FDP-Bundesvorstand, von 1957 bis 1961 war er Mitglied des Landesvorstands der FDP Baden-Württemberg.
Am 22. Juni 1955 wurde Kessler mit 69 von 83 Stimmen vom Landtag von Baden-Württemberg zum Richter am Staatsgerichtshof für das Land Baden-Württemberg gewählt. Er wurde am 19. Mai 1961 mit 57 von 62 Stimmen vom Landtag in diesem Amt bestätigt. Er amtierte bis zu seinem Rücktritt am 21. Oktober 1965. Zu seinem Nachfolger wurde Otfried Sander gewählt.